# Kirk Monteux

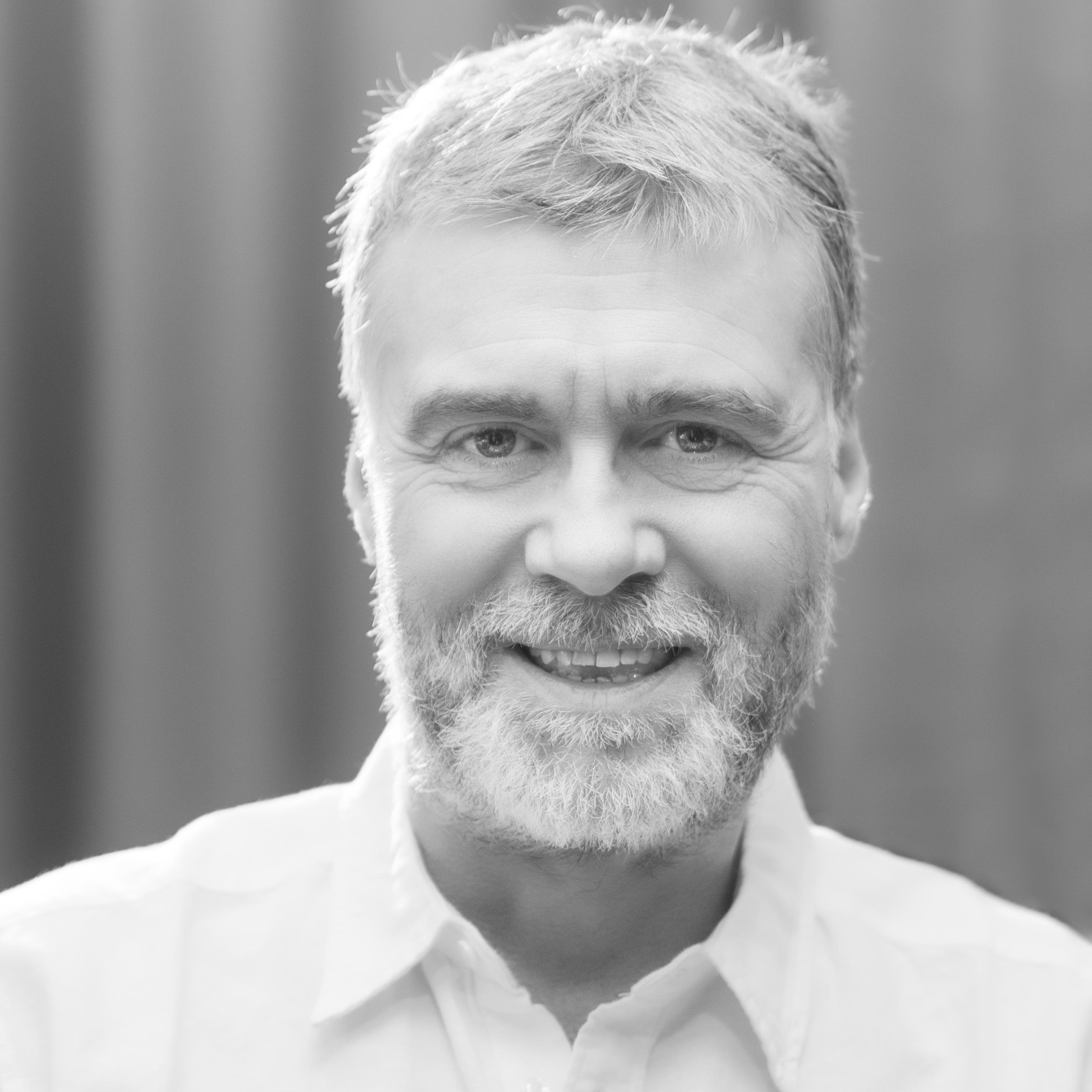
Kirk Monteux

Kirk Monteux (* 20. Januar 1965) ist ein deutscher Komponist und Musikproduzent.

## Leben
Kirk Monteux ist ein Urenkel des Dirigenten Pierre Monteux und ein Enkel des Flötisten Claude Monteux. Er setzt die musikalische Tradition seiner Familie mit den künstlerischen Möglichkeiten der modernen Kompositionstechniken fort. Der 1965 geborene ausgebildete klassische Gitarrist hatte in den 80er Jahren Künstler der Berliner Schule kennengelernt und war fortan von den Möglichkeiten der elektronischen Musik fasziniert.
In den 90er Jahren komponierte und produzierte Kirk Monteux in seinem Frankfurter Tonstudio neben Theater- und Filmmusik auch Musik für Computerspiele, insbesondere für den japanischen Markt mit einigen Titeln für die Dance Dance Revolution (DDR), wie z. B. Get up’n Move unter dem Bandnamen S&K.
Mit seinem Album Via Lucis besinnt sich Kirk Monteux auf seine musikalischen Wurzeln. Inspiriert wurde er dabei auch durch den Maler und Bildhauer Siegfried Speckhardt. 2004 erschien eine DVD mit einer audio-visuellen Umsetzung der Speckhardt-Werke.
„Via Lucis“ kombiniert die klassische Gitarre mit den stimmungsvollen Klangstrukturen moderner Synthesizer, unterstützt unter anderem durch den Pianisten Matthias Frey auf dem Konzertflügel. Die orchestralen Elemente und rhythmischen Strukturen der zwölf Titel erinnern an eine Mischung aus Vangelis und Andreas Vollenweider.

## Diskografie
- 1998: S&K Dance Dance Revolution
- 1999–2002: Dancemania
- 2000: DJ Kirk – Sing it
- 2001: DJ Kirk – The Dome Vol. 17
- 2001: DJ Kirk – Chart Hits Volume 3
- 2001: S&K – Dancemania Bass #10 Super Best
- 2003: Kirk Monteux – Via Lucis
- 2004: DJ Kirk – Cha Cha Go
- 2004: Via Lucis – Mystic Moments (Lost Souls)

- 2008: S&K – Revolution X
- 2008: Via Lucis – Lords Of Mystery (The Dark Chapter)
- 2008: DJ Kirk – XXX
- 2010: Via Lucis – Lords Of Mystery (Demons & Dragons)
- 2012: mysoftmusic – Relaxing Music, Vol. 1
- 2013: mysoftmusic – Best of Meditation Music, Vol. 1
- 2013: mysoftmusic – Trance Voyager
- 2013: Kirk Monteux – Uncompressed World Vol. IV
- 2014: mysoftmusic – Daily Meditation
- 2015: mysoftmusic – Healing Dream Songs
- 2016: Via Lucis – Gregorian Sounds
- 2019: Kirk Monteux – Trance Voyager
- 2020: Kirk Monteux – Production Music Vol. 1
- 2020: Kirk Monteux – Production Music Vol. 2